# Dumbrava (Timiș)
Dumbrava (in ungherese Igazfalva) è un comune della Romania di 2741 abitanti, ubicato nel distretto di Timiș, nella regione storica del Banato. 
Il comune è formato dall'unione di 3 villaggi: Bucovăț, Dumbrava, Răchita.